# Verein für Rasenspiele 1921 Aalen 2011-2012
Questa voce raccoglie le informazioni riguardanti il Verein für Rasenspiele 1921 Aalen nelle competizioni ufficiali della stagione 2011-2012.

## Stagione
Nella stagione 2011-2012 l'Aalen, allenato da Ralph Hasenhüttl, concluse il campionato di 3. Liga al 2º posto e fu promosso in 2. Bundesliga.

## Rosa
| N. |                      | Ruolo | Calciatore        |
| -- | -------------------- | ----- | ----------------- |
| 1  | Germania (bandiera)  | P     | Daniel Bernhardt  |
| 2  | Germania (bandiera)  | C     | Martin Dausch     |
| 3  | Argentina (bandiera) | C     | Leandro Grech     |
| 5  | Germania (bandiera)  | C     | Jürgen Mössmer    |
| 6  | Germania (bandiera)  | D     | Sascha Herröder   |
| 7  | Germania (bandiera)  | C     | Marco Haller      |
| 8  | Germania (bandiera)  | D     | Benjamin Barg     |
| 9  | Germania (bandiera)  | A     | Robert Lechleiter |
| 10 | Italia (bandiera)    | A     | Marco Calamita    |
| 11 | Germania (bandiera)  | C     | Enrico Valentini  |
| 12 | Germania (bandiera)  | A     | Cidimar           |
| 13 | Germania (bandiera)  | D     | Marcel Klefenz    |
| 14 | Germania (bandiera)  | D     | Tim Kister        |

| N. |                     | Ruolo | Calciatore          |
| -- | ------------------- | ----- | ------------------- |
| 15 | Germania (bandiera) | A     | Christoph Sauter    |
| 17 | Germania (bandiera) | D     | Sascha Traut        |
| 18 | Germania (bandiera) | A     | Stanislaus Bergheim |
| 19 | Kosovo (bandiera)   | C     | Mërgim Neziri       |
| 20 | Germania (bandiera) | C     | Jonas Marz          |
| 21 | Germania (bandiera) | D     | Thorsten Schulz     |
| 23 | Germania (bandiera) | C     | Andreas Hofmann     |
| 24 | Germania (bandiera) | P     | Marcel Wehr         |
| 25 | Germania (bandiera) | D     | Kevin Ruiz          |
| 27 | Germania (bandiera) | D     | Felix Schmidt       |
| 28 | Germania (bandiera) | A     | Fabian Weiß         |
| 31 | Germania (bandiera) | P     | Timo Reus           |

## Organigramma societario
Area tecnica
- Allenatore: Ralph Hasenhüttl
- Allenatore in seconda: Michael Schiele
- Preparatore dei portieri: Timo Reus
- Preparatori atletici:

## Calciomercato

### Sessione estiva
| Acquisti | Acquisti            | Acquisti               | Acquisti |
| R.       | Nome                | da                     | Modalità |
| -------- | ------------------- | ---------------------- | -------- |
| A        | Stanislaus Bergheim | Normannia Gmünd        |          |
| A        | Marco Calamita      | Eintracht Braunschweig |          |
| D        | Benjamin Gorka      | Osnabrück              |          |
| C        | Leandro Grech       | Unterhaching           |          |
| C        | Marco Haller        | Jahn Ratisbona         |          |
| D        | Tim Kister          | Dinamo Dresda          |          |
| C        | Jonas Marz          | Kaiserslautern II      |          |
| A        | Christoph Sauter    | Norimberga             |          |
| D        | Thorsten Schulz     | Unterhaching           |          |

| Cessioni | Cessioni         | Cessioni          | Cessioni |
| R.       | Nome             | a                 | Modalità |
| -------- | ---------------- | ----------------- | -------- |
| D        | Tim Bauer        | Wormatia Worms    |          |
| A        | Anton Fink       | Karlsruhe         |          |
| C        | Lukas Foelsch    | TSG Balingen      |          |
| A        | Marco Grüttner   | Kickers Stoccarda |          |
| A        | Christian Haas   | Neckarelz         |          |
| D        | Dennis Kempe     | Karlsruhe         |          |
| C        | Ralf Kettemann   | TSV Ilshofen      |          |
| C        | Joseph Mensah    | Bayern Alzenau    |          |
| A        | Matthias Morys   | Sonnenhof G.      |          |
| P        | Philipp Pless    | Aalen II          |          |
| C        | Thomas Scheuring | Waldhof Mannheim  |          |
| C        | Andreas Schön    | Werder Brema II   |          |
| P        | Daniel Strähle   | Holstein Kiel     |          |
| D        | Manuel Strahler  | Illertissen       |          |
| D        | Aytaç Sulu       | Gençlerbirliği    |          |
| C        | Kevin Thonhofer  | SVL Flavia Solva  |          |
| A        | Oliver Wild      | Illertissen       |          |

### Sessione invernale
| Acquisti | Acquisti | Acquisti | Acquisti |
| R.       | Nome     | da       | Modalità |
| -------- | -------- | -------- | -------- |

| Cessioni | Cessioni | Cessioni | Cessioni |
| R.       | Nome     | a        | Modalità |
| -------- | -------- | -------- | -------- |

## Risultati

### 3. Liga

#### Girone di andata
| Arbitro: | Metzen |

|                       |           |  |
| Schulz 13’ Löning 60’ | Marcatori |  |

| Arbitro: | Valentin |

|              |           |           |
| Calamita 90’ | Marcatori | 16’ Baier |

| Arbitro: | Stegemann |

|  |           |                |
|  | Marcatori | 35’ Lechleiter |

| Arbitro: | Jablonski |

|                    |           |  |
| Lechleiter 5’, 16’ | Marcatori |  |

| Arbitro: | Gerach |

|                                                    |           |  |
| Müller 7’ Klauß 21’, 61’ Schweinsteiger 81’ (rig.) | Marcatori |  |

| Arbitro: | Leicher |

|                      |           |  |
| Sauter 57’ Grech 68’ | Marcatori |  |

| Burghausen 27 agosto 2011, ore 14:00 CEST 7ª giornata | Wacker Burghausen | 0 – 0 referto | Aalen | Wacker-Arena (2 500 spett.)\| Arbitro: \| Göpferich \| |
| Arbitro:                                              | Göpferich         |               |       |                                                        |

| Arbitro: | Unger |

|            |           |           |
| Schulz 49’ | Marcatori | 9’ Ziemer |

| Arbitro: | Stegemann |

|            |           |  |
| Kirsch 45’ | Marcatori |  |

| Aalen 17 settembre 2011, ore 14:00 CEST 10ª giornata | Aalen | 0 – 0 referto | Heidenheim | Scholz-Arena (8 043 spett.)\| Arbitro: \| Welz \| |
| Arbitro:                                             | Welz  |               |            |                                                   |

| Arbitro: | Dittrich |

|                         |           |           |
| Husterer 19’ Vogler 83’ | Marcatori | 40’ Grech |

| Arbitro: | Sönder |

|           |           |  |
| Traut 89’ | Marcatori |  |

| Arbitro: | Gerach |

|  |           |            |
|  | Marcatori | 54’ Haller |

| Aalen 22 ottobre 2011, ore 14:00 CEST 14ª giornata | Aalen | 0 – 0 referto | RW Oberhausen | Scholz-Arena (2 507 spett.)\| Arbitro: \| Stein \| |
| Arbitro:                                           | Stein |               |               |                                                    |

| Arbitro: | Schmickartz |

|                              |           |                              |
| Šimák 48’ (rig.), 59’ (rig.) | Marcatori | 57’ Weiß 73’, 76’ Lechleiter |

| Arbitro: | Helwig |

|               |           |                                                  |
| Lechleiter 2’ | Marcatori | 12’ (rig.) Stroh-Engel 66’ Makarenko 77’ Hebisch |

| Arbitro: | Brand |

|  |           |                                                          |
|  | Marcatori | 24’ Lechleiter 28’ Haller 62’ (rig.) Dausch 73’ Bergheim |

| Arbitro: | Steuer |

|                           |           |                     |
| Dausch 34’ Lechleiter 37’ | Marcatori | 44’, 86’ Holzhauser |

| Osnabrück 3 dicembre 2011, ore 14:00 CET 19ª giornata | Osnabrück | 0 – 0 referto | Aalen | Osnatel Arena (7 200 spett.)\| Arbitro: \| Valentin \| |
| Arbitro:                                              | Valentin  |               |       |                                                        |

#### Girone di ritorno
| Arbitro: | Willenborg |

|                      |           |  |
| Sauter 74’ Grech 90’ | Marcatori |  |

| Arbitro: | Helwig |

|          |           |                              |
| Heil 74’ | Marcatori | 6’ Hofmann 34’ (rig.) Dausch |

| Arbitro: | Steinhaus-Webb |

|                                       |           |          |
| Cidimar 42’ Dausch 48’ Lechleiter 68’ | Marcatori | 11’ Klos |

| Arbitro: | Schriever |

|                |           |                          |
| Bouhaddouz 13’ | Marcatori | 21’, 61’, 79’ Lechleiter |

| Arbitro: | Weiner |

|                     |           |           |
| Kister 65’ Weiß 81’ | Marcatori | 24’ Temür |

| Arbitro: | Leicher |

|  |           |            |
|  | Marcatori | 8’ Cidimar |

| Arbitro: | Grudzinski |

|                           |           |  |
| Lechleiter 23’ Sauter 82’ | Marcatori |  |

| Arbitro: | Siebert |

|                                   |           |                         |
| Ziemer 11’, 57’, 64’ Stiefler 25’ | Marcatori | 52’ Herröder 76’ Kister |

| Arbitro: | Kunzmann |

|            |           |  |
| Dausch 88’ | Marcatori |  |

| Arbitro: | Welz |

|                                 |           |                   |
| Sailer 39’ Wittek 41’ Krebs 58’ | Marcatori | 48’ (rig.) Dausch |

| Arbitro: | Brand |

|                          |           |               |
| Lechleiter 36’ Traut 47’ | Marcatori | 68’ Rathgeber |

| Arbitro: | Gerach |

|           |           |            |
| Tunjić 3’ | Marcatori | 42’ Haller |

| Arbitro: | Göpferich |

|  |           |                        |
|  | Marcatori | 18’ Tüting 90’ Peßolat |

| Oberhausen 7 aprile 2012, ore 14:00 CEST 33ª giornata | RW Oberhausen | 0 – 0 referto | Aalen | Niederrheinstadion (4 055 spett.)\| Arbitro: \| Metzen \| |
| Arbitro:                                              | Metzen        |               |       |                                                           |

| Arbitro: | Dittrich |

|                                         |           |             |
| Haller 7’, 32’ Herröder 39’ Cidimar 90’ | Marcatori | 6’ Boskovic |

| Arbitro: | Stegemann |

|                             |           |  |
| Stroh-Engel 11’ (rig.), 52’ | Marcatori |  |

| Arbitro: | Schmickartz |

|                             |           |  |
| Kister 8’ Dausch 84’ (rig.) | Marcatori |  |

| Arbitro: | Sönder |

|                    |           |                              |
| Benyamina 75’, 86’ | Marcatori | 51’ Kister 83’ (rig.) Dausch |

| Arbitro: | Unger |

|  |           |                                     |
|  | Marcatori | 23’, 47’, 80’ Kachunga 55’ Hennings |

## Statistiche

### Statistiche di squadra
| Competizione | Punti | In casa | In casa | In casa | In casa | In casa | In casa | In trasferta | In trasferta | In trasferta | In trasferta | In trasferta | In trasferta | Totale | Totale | Totale | Totale | Totale | Totale | DR |
| Competizione | Punti | G       | V       | N       | P       | Gf      | Gs      | G            | V            | N            | P            | Gf           | Gs           | G      | V      | N      | P      | Gf     | Gs     | DR |
| ------------ | ----- | ------- | ------- | ------- | ------- | ------- | ------- | ------------ | ------------ | ------------ | ------------ | ------------ | ------------ | ------ | ------ | ------ | ------ | ------ | ------ | -- |
| 3. Liga      | 64    | 19      | 11      | 5       | 3       | 28      | 17      | 19           | 7            | 5            | 7            | 22           | 25           | 38     | 18     | 10     | 10     | 50     | 42     | +8 |
| Totale       | 64    | 19      | 11      | 5       | 3       | 28      | 17      | 19           | 7            | 5            | 7            | 22           | 25           | 38     | 18     | 10     | 10     | 50     | 42     | +8 |

### Andamento in campionato
| Giornata  | 1  | 2  | 3  | 4 | 5  | 6 | 7 | 8 | 9  | 10 | 11 | 12 | 13 | 14 | 15 | 16 | 17 | 18 | 19 | 20 | 21 | 22 | 23 | 24 | 25 | 26 | 27 | 28 | 29 | 30 | 31 | 32 | 33 | 34 | 35 | 36 | 37 | 38 |
| --------- | -- | -- | -- | - | -- | - | - | - | -- | -- | -- | -- | -- | -- | -- | -- | -- | -- | -- | -- | -- | -- | -- | -- | -- | -- | -- | -- | -- | -- | -- | -- | -- | -- | -- | -- | -- | -- |
| Luogo     | T  | C  | T  | C | T  | C | T | C | T  | C  | T  | C  | T  | C  | T  | C  | T  | C  | T  | C  | T  | C  | T  | C  | T  | C  | T  | C  | T  | C  | T  | C  | T  | C  | T  | C  | T  | C  |
| Risultato | P  | N  | V  | V | P  | V | N | N | P  | N  | P  | V  | V  | N  | V  | P  | V  | N  | N  | V  | V  | V  | V  | V  | V  | V  | P  | V  | P  | V  | N  | P  | N  | V  | P  | V  | N  | P  |
| Posizione | 19 | 19 | 12 | 6 | 11 | 7 | 8 | 9 | 14 | 14 | 15 | 12 | 10 | 10 | 7  | 10 | 5  | 5  | 8  | 5  | 3  | 2  | 1  | 1  | 1  | 1  | 2  | 1  | 2  | 1  | 2  | 2  | 2  | 2  | 2  | 2  | 2  | 2  |

Legenda:

Luogo: C = Casa; T = Trasferta. Risultato: V = Vittoria; N = Pareggio; P = Sconfitta.

### Statistiche dei giocatori
| B. Barg       | 17 | 0  | 0  | 0 |
| S. Bergheim   | 23 | 1  | 4  | 0 |
| D. Bernhardt  | 37 | 0  | 2  | 0 |
| M. Calamita   | 15 | 1  | 0  | 0 |
| C. Cidimar    | 17 | 3  | 2  | 0 |
| M. Dausch     | 29 | 8  | 4  | 0 |
| B. Gorka      | 2  | 0  | 1  | 0 |
| L. Grech      | 38 | 3  | 0  | 0 |
| M. Haller     | 34 | 5  | 6  | 0 |
| S. Herröder   | 16 | 2  | 1  | 0 |
| A. Hofmann    | 34 | 1  | 6  | 0 |
| T. Kister     | 34 | 4  | 10 | 0 |
| M. Klefenz    | 0  | 0  | 0  | 0 |
| R. Lechleiter | 36 | 14 | 3  | 0 |
| J. Marz       | 11 | 0  | 0  | 0 |
| J. Mössmer    | 36 | 0  | 3  | 0 |
| M. Neziri     | 2  | 0  | 0  | 0 |
| T. Reus       | 0  | 0  | 0  | 0 |
| K. Ruiz       | 8  | 0  | 0  | 0 |
| C. Sauter     | 27 | 3  | 1  | 0 |
| F. Schmidt    | 0  | 0  | 0  | 0 |
| T. Schulz     | 23 | 1  | 5  | 0 |
| S. Traut      | 38 | 2  | 4  | 0 |
| E. Valentini  | 27 | 0  | 5  | 0 |
| M. Wehr       | 1  | 0  | 0  | 0 |
| F. Weiß       | 21 | 2  | 0  | 0 |